# Estheria graeca
Estheria graeca är en tvåvingeart som först beskrevs av Roder 1888.  Estheria graeca ingår i släktet Estheria och familjen parasitflugor.
Artens utbredningsområde är Grekland. Inga underarter finns listade i Catalogue of Life.